# Гру Харлем Брунтлан
Гру Харлем Брунтлан (на норвежки: Gro Harlem Brundtland) е норвежки лекар и политик, министър на опазването на околната среда от 1974 до 1979 г. и три пъти министър-председател – през 1981 г., след това от 1986 до 1989 г. и отново от 1990 до 1996 г. Тя е първата жена министър-председател на Норвегия и първата жена лидер на Работническата партия от 1981 до 1992 г.

## Биография
Родена е на 20 април 1939 г. През 1943 г. тя и нейният брат Ерик са доведени в Швеция от баба си шведка. По-късно същата година родителите им също идват в Швеция и бащата на косъм избягва да бъде арестуван от германците. След войната, през 1945 г., Гру Харлем започва да учи в Норвегия.
Полага изпит по медицина в Университета на Осло през 1963 г. и получава магистърска степен по обществено здраве в Харвардския университет в САЩ през 1965 г. Работи в Дирекцията по здравеопазване от 1966 г. и е помощник главен лекар в Здравния съвет на Осло в периода от 1968 до 1974 г.
На 3 февруари 1981 г. става първата жена министър-председател на Норвегия.

## Политическа кариера
- 1974 – 1979: министър на околната среда;
- 1977 – 1997: постоянен народен представител;
- 1981: министър-председател на Норвегия за осем месеца;
- 1981 – 1992: лидер на Работническата партия;
- 1983: ръководител на специалната комисия на ООН по въпросите на околната среда и развитието;
- 1986 – 1989: министър-председател в правителството на малцинството;
- 1990 – 1996: министър-председател на Норвегия;
- 1996 – 1997: член на комисията по външни работи на Стортингета;
- 1998: генерален директор на Световната здравна организация;
- 2023: член на градския съвет на Осло за следващите четири години.[2]